# Железничка станица Чортановци
Железничка станица Чортановци је једна од железничких станица на прузи Београд — Суботица. Налази се у насељу Чортановци у општини Инђија. Пруга се наставља у једном смеру ка Карловачким виноградима и у другом према Бешки. Железничка станица Чортановци се састоји из два колосека. Након отварања брзе пруге на релацији Београд центар-Нови Сад железничка станица се укида заједно са станицом "Чортановци-Дунав". Као компромис томе изграђена је нова станична зграда у Бешкој између два места (између Бешке и Чортановаца).